# Gryf (czasopismo kaszubskie)
Gryf. Pismo dla spraw kaszubskich – czasopismo kaszubskie założone przez dr Aleksandra Majkowskiego w  1908 r. Wychodziło nieregularnie do 1934 r.
Czasopismo powstało jako przeciwwaga ideowa dla organu prasowego Kaszubskiego Towarzystwa Ludoznawczego w Kartuzach pod tytułem Mitteilungen für kaschubische Volkskunde, ukazującego się w języku niemieckim.

## Pierwsza seriaGryfa
- Wychodziła w latach 1908–1912.
- Nr pierwszy ukazał się w listopadzie 1908 r. w Kościerzynie z podtytułem Pismo dla spraw kaszubskich.
- W czwartym roczniku podtytuł zmieniono na: Pismo dla spraw kaszubskich. Organ Towarzystwa Młodokaszubów.
- Redagowana była przez Aleksandra Majkowskiego we współpracy z innymi dziennikarzami, m.in. Mieczysławem Piechowskim.
- Jest uważana przez prasoznawców za serię najważniejszą. Na jej łamach sformułowany został program społeczny, kulturalny i polityczny odrodzenia Kaszubów w zaborze pruskim, w ścisłej łączności z polską wspólnotą narodową.
- Głównym celem redakcji było przeciwdziałanie germanizacji Kaszubów, przez rząd pruski, szkołę, wojsko, Kościół oraz naturalny wpływ dominującej kultury niemieckiej, uważanej przez wielu za wyższą, z powodu nieznajomości tradycji ogólnopolskiej. Chodziło tu też o pokonanie kompleksu niższości u Kaszubów i twórczy rozwój ojczystej kultury kaszubskiej.

## Druga seriaGryfa
- Wychodziła w latach 1921-1922
- Ukazało się w niej 11 numerów pisma.
- Była znacznie uboższa treściowo i graficznie od numerów, które ukazały się w serii pierwszej.

## Trzecia seriaGryfa
- Zainaugurowana w roku 1925.
- Staranna szata graficzna.
- Ukazał się tylko jeden numer z powodu braku środków finansowych na kontynuowanie wydawnictwa.

## Czwarta seriaGryfa
- Z powodu koloru okładki nazywana żółtym Gryfem.
- Nosiła podtytuł Pismo poświęcone sprawom kaszubsko-pomorskim.
- Redagowana przez Władysława Pniewskiego, starannie opracowana graficznie przez Stanisława Brzęczkowskiego.
- Zawierała ciekawe materiały literackie, artykuły popularyzujące kulturę kaszubską oraz zwalczające dywersję propagandy niemieckiej na Kaszubach sterowanej z berlińskiej centrali Abwehry poprzez jej oddział w Wolnym Mieście Gdańsku.
- W roczniku 1931–1932 ukazywał się bezpłatny dodatek popularny Gryf Kaszubski. Pismo dla ludu pomorskiego, redagowany przez Aleksandra Labudę.
- Ostatni numer ukazał się 15 czerwca 1934 r.

- Łącznie ukazało się 65 numerów pisma w 55 zeszytach.

## Współpracownicy
- Obok redaktora naczelnego Aleksandra Majkowskiego wiodącą rolę w redagowaniu pisma odgrywał Jan Karnowski.
- Przez krótki okres redaktorem pisma, finansującym także jego druk był Franciszek Kręcki.
- W Gryfie publikowało wielu wybitnych Kaszubów, Polaków z Pomorza i polskich naukowców, m.in. Bernard Chrzanowski, ks. Kamil Kantak, prof. Kazimierz Nitsch, ks. Leon Heyke, ks. Bolesław Piechowski (pod pseudonimem Kosobudzki), Jan Patock, ks. Józef Wrycza, Jan Trepczyk, Jan Bilot, Alojzy Budzisz, Gustaw Pobłocki, Franciszek Sędzicki i ks. Władysław Łęga.

## Digitalizacja
Część numerów czasopisma Gryf poddana została digitalizacji. Dokumenty dostępne są w Bałtyckiej Bibliotece Cyfrowej.

## Informacje bibliograficzne
- Kamińska K.: "Gryf" wraz z dodatkiem "Gryf Kaszubski" (1908-1934). Bibliografia zawartości, Gdańsk 1961.